# 天厩 (星官)
天厩是中国古代星官之一，意为马房，或指管理马房的人。天厩属于二十八宿中的壁宿，位于现代星座的仙女座。《丹元子步天歌》：“壁上天厩十圆黄”，清钦天监所编《仪象考成》及《仪象考成续编》中，天厩含有三颗正星和一颗增星。

## 所含恒星[2]
| 中國星名 | 現代星名 | 所屬星座 |
| -------- | -------- | -------- |
| 天廄一   | θ And    | 仙女座   |
| 天廄二   | ρ And    | 仙女座   |
| 天廄三   | σ And    | 仙女座   |
|          |          |          |
| 天廄增一 | 23 And   | 仙女座   |